# Äripäev
Äripäev – estońskie pismo ekonomiczne wydawane w języku estońskim. Wychodzi jako dziennik.
Zostało założone w 1989 roku.